# J. H. Dawson Machinery Company
J. H. Dawson Machinery Company war ein US-amerikanischer Hersteller von Automobilen.

## Unternehmensgeschichte
Das Unternehmen hatte seinen Sitz in Chicago in Illinois. 1904 stellte es Automobile her, die als Dawson vermarktet wurden. Ein Feuer im gleichen Jahr zerstörte das Werk. Daraufhin wurde das Unternehmen aufgelöst.
Es gab keine Verbindung zur Dawson Manufacturing Company, die vorher den gleichen Markennamen benutzte.

## Fahrzeuge
Im Angebot stand nur ein Modell. Es hatte einen Zweizylindermotor mit 16 PS Leistung. Er trieb über ein Zweiganggetriebe und eine Kette die Hinterachse an. Das Fahrgestell hatte 183 cm Radstand. Zur Wahl standen ein zweisitziger Runabout und ein viersitziger Tourenwagen.